# Arthur Bosschaert de Bouwel
Arthur Maria Josephus Bosschaert de Bouwel (Antwerpen, 21 april 1857 - Bouwel, 16 mei 1896) was een Belgisch politicus.

## Levensloop
Hij werd geboren in de adellijke familie De Bosschaert de Bouwel.
Hij was burgemeester van Bouwel tot aan zijn dood in 1896. Hij werd opgevolgd door zijn oudere broer Robert in deze functie.
In de Onze-Lieve-Vrouwekerk te Bouwel bevindt zich een rouwbord ter ere van hem.
Zijn zoon Georges was eveneens politiek actief, hij werd eveneens burgemeester te Bouwel.